# Paulo Autuori
Paulo Autuori (sinh ngày 25 tháng 8 năm 1956) là một cựu cầu thủ và huấn luyện viên bóng đá người Brasil. Ông từng dẫn dắt Đội tuyển bóng đá quốc gia Peru từ 2003-2005, Đội tuyển bóng đá quốc gia Qatar từ 2012-2013.